# Leonard Wiśniewski

Herb rodziny Wiśniewskich

Leonard Roman Wiśniewski (Wiszniewski) herbu Ramułt odmienny  (ur. 1837 w Jackowiczach, zm. 8 stycznia 1914) – powstaniec z 1863, przemysłowiec, poseł na Sejm Galicyjski, prezes wydziału Rady c. k. powiatu drohobyckiego.

## Życiorys
Leonard Roman Wiśniewski urodził się w 1837 w polskiej rodzinie szlacheckiej jako syn Jana i Róży z Ciechanowskich herbu Dąbrowa. Ukończył szkołę oficerską, został porucznikiem piechoty wojsk rosyjskich. Po złożeniu dymisji organizował jako naczelnik powiatu powstanie w owruckiem. W pierwszych dniach powstania sformował w lasach chrystynowskich 50-osobowy oddział jazdy, w którego skład wchodziła głównie miejscowa szlachta. 15 maja 1863 w Babim Lesie pod Dawidówką odparł atak rosyjskiej kawalerii a w okolicach Moskalówki jego oddział został rozbity przez wojska majora Przewalińskiego. W skład rosyjskiej kolumny wchodziły: 1 rota piechoty liniowej, pluton karabinierów oraz 40 kozaków. Rosjanie wspierani byli stadem uzbrojonego chłopstwa. Wiśniewskiemu i kilku innym powstańcom udało się przebić przez linie nieprzyjacielskie. W następnym okresie walczył w szeregach legii wołyńskiej gen. Edmunda Różyckiego. Był oficerem w randze kapitana. Po upadku insurekcji, skonfiskowano mu rodzinny majątek Jackowicze, wyemigrował do Mołdawii, gdzie pracował jako inżynier. Następnie wziął udział, jako przedsiębiorca, w budowie kolei podkarpackich.
Potem osiadł w Drohobyczu, inwestował tam w przemysł naftowy w zagłębiu borysławskim. Dorobił się znacznego majątku. Był współwłaścicielem kopalni nafty w Uryczu i w Sopecie.
Razem z inż. górnictwa Kazimierzem Gąsiorowskim posiadał i prowadził jako dyrektor kopalnię w Schodnicy. Tu przeżył osobistą tragedię, podczas wybuchu gazu zginął jeden z jego synów, drugi doznał poważnych poparzeń.

Leonard Wiśniewski był jednym z inicjatorów założenia Krajowej Szkoły Górniczej i Wiertniczej w Borysławiu, był członkiem kuratorii szkoły od jej założenia w 1897 aż do swojej śmierci. Przez wiele lat piastował stanowisko prezesa (marszałka) wydziału Rady c. k. powiatu drohobyckiego. Dwukrotnie (VII i VIII kadencja) wybierano go posłem na Sejm Krajowy, reprezentował okręg Drohobycz. Wiśniewski należał do Towarzystwa dla Popierania Nauki Polskiej we Lwowie – był jego członkiem czynnym założycielem.
Zmarł 8 stycznia 1914. Zmarli powstańcy 1863 zostali odznaczeni przez prezydenta RP Ignacego Mościckiego 21 stycznia 1933 roku Krzyżem Niepodległości z Mieczami.